# Numero primo di Newman-Shanks-Williams
In matematica, un numero primo di Newman-Shanks-Williams (spesso abbreviato in primo di NSW) è un particolare tipo di numero primo. Un numero primo è un numero primo di Newman-Shanks-Williams se può essere scritto nella forma
{\displaystyle S_{2m+1}={\frac {(1+{\sqrt {2}})^{2m+1}+(1-{\sqrt {2}})^{2m+1}}{2}}.}
I primi di NSW furono descritti per la prima volta da Newman, Shanks e Williams nel 1981 durante lo studio di gruppi finiti.
I primi di NSW più piccoli sono 7, 41, 239, 9 369 319, 63 018 038 201, …, corrispondenti agli indici 3, 5, 7, 19, 29, ….
La successione {\displaystyle S} cui si fa riferimento nella formula può essere descritta nella seguente relazione di ricorrenza:
{\displaystyle S_{0}=1,}
{\displaystyle S_{1}=1,}
{\displaystyle S_{n}=2S_{n-1}+S_{n-2},\qquad {\mbox{per ogni }}n\geq 2.}
I primi termini della sequenza sono 1, 1, 3, 7, 17, 41, 99, .... Questi numeri appaiono anche nella frazione continua convergente a {\displaystyle {\sqrt {2}}.}